# Said Gómez
Said Gómez Castillo (26 giugno 1964) è un ex atleta paralimpico panamense ipovedente.

## Biografia
Ipovedente, ha gareggiato sulle distanze di 800, 1500 e 5000 metri piani, partecipando a sei edizioni dei Giochi paralimpici estivi e vincendo complessivamente otto medaglie, di cui tre d'oro. Tuttavia la carriera di Said Gómez si è svolta tra molte difficoltà, compresa quella di essere l'unico atleta disabile a competere (nell'atletica leggera) per Panama e di mancare in generale dell'apporto necessario per una sua valorizzazione anche ad altre manifestazioni. Nel 2003 non ha potuto rappresentare il suo Paese a Québec City ai Mondiali dell'IBSA, per la mancanza di una divisa, oltre ad altre necessità. Nel 2008 ha potuto prepararsi per soli tre mesi alle Paralimpiadi di Pechino, essendo disponibile a Panama un'unica pista in tartan, nella capitale.
Ma proprio nel 2008 l'atleta ha visto riconosciuto il prezioso bagaglio dei suoi sacrifici e dei suoi meriti. Ha ricevuto onorificenze sia dal governo di Panama che dall'organizzazione dei Giochi di Pechino e non sono stati dimenticati i suoi appelli a una maggiore attenzione agli atleti disabili. Profondamente legato a Panama, nel 2000 aveva rifiutato un tesseramento da parte dell'Australia; perseguendo con saldezza lo scopo di poter migliorare la situazione senza emigrare, ha ottenuto per sé e per i suoi compatrioti un contesto favorevole a costruire squadre più competitive panamensi. Laureato in Educazione fisica, insegna nella Libera Università di Chiriquí.

## Palmarès
| Anno | Manifestazione     | Sede       | Evento            | Risultato | Prestazione | Note |
| ---- | ------------------ | ---------- | ----------------- | --------- | ----------- | ---- |
| 1992 | Giochi paralimpici | Barcellona | 800 m piani B3    | Argento   | 1'55"67     |      |
| 1992 | Giochi paralimpici | Barcellona | 1500 m piani B3   | Argento   | 4'02"32     |      |
| 1992 | Giochi paralimpici | Barcellona | 5000 m piani B3   | Oro       | 15'06"17    |      |
| 1996 | Giochi paralimpici | Atlanta    | 1500 m piani T12  | Oro       | 3'57"53     |      |
| 1996 | Giochi paralimpici | Atlanta    | 5000 m piani T12  | Oro       | 15'01"49    |      |
| 2000 | Giochi paralimpici | Sydney     | 1500 m piani T13  | Bronzo    | 4'06"01     |      |
| 2000 | Giochi paralimpici | Sydney     | 5000 m piani T13  | Argento   | 15'21"64    |      |
| 2004 | Giochi paralimpici | Atene      | 5000 m piani T13  | Argento   | 15'23"90    |      |
| 2004 | Giochi paralimpici | Atene      | 10000 m piani T13 | 5º        | 32'28"96    |      |
| 2008 | Giochi paralimpici | Pechino    | 1500 m piani T13  | Batteria  | 4'19"60     |      |
| 2008 | Giochi paralimpici | Pechino    | 5000 m piani T13  | Batteria  | 16'54"95    |      |
| 2012 | Giochi paralimpici | Londra     | 800 m piani T13   | Batteria  | 2'10"57     |      |
| 2012 | Giochi paralimpici | Londra     | 1500 m piani T13  | Batteria  | 4'33”48     |      |

## Onorificenze
- 2008, Ordine Manuel Amador Guerrero, grado di comandante, conferito dal Governo di Panama;[3]
- 2008, Premio Whang Youn Dai Best Achievement, insieme alla nuotatrice sudafricana Natalie du Toit, per la sua eccezionale carriera sportiva, conferito a Pechino;[2]